# Apeadero de Araújo
El Apeadero de Araújo, igualmente conocido como Estación de Araújo, fue una antigua infraestructura de la Línea de Guimarães, que servía la localidad de Araújo, en el Ayuntamiento de Matosinhos, en Portugal.

## Características y servicios
Esta plataforma fue demolida, habiendo sido construida, en su localización, la estación de Araújo, en la Línea C del Metro de Porto; esta vinculación fue inaugurada en 2005.
A lo largo de su vida operacional, fue utilizado por servicios Regionales, Suburbanos y Tranvías, de la compañía de los Caminhos de Ferro Portugueses.

## Historia
Esta plataforma fue inaugurada, con la clasificación de estación, el 15 de marzo de 1932, como parte de la entonces denominada Línea de Senhora da Hora a Trofa, que unía estas dos localidades; en el momento de su abertura, esta estación prestaba servicio completo, en los regímenes de gran y media velocidad.
El Apeadero fue cerrado, junto con el tramo entre la Senhora da Hora y Trofa de la Línea de Guimarães, en 2001.